# Rimski govoreči kipi
Rimski govoreči kipi (italijansko statue parlanti di Roma) ali Družba duhovitežev (italijansko Congrega degli arguti) so nudili možnost za anonimno politično izražanje nezadovoljstva s stanjem v Rimu. Kritike v obliki pesmi, satire ali duhovitosti so bile objavljane na znanih kipih v Rimu kot zgodnji primer oglasne deske. Začelo se je v renesansi v 16. stoletju in se nadaljuje vse do danes.

## Sedem govorečih kipov
Med temi kipi jih je v Rimu teh sedem najbolj znanih:
1. Paskvin (italijansko Pasquino)
2. Gospa Lukrecija (italijansko Madama Lucrezia)
3. Marforij (italijansko Marforio)
4. Babuin (italijansko Il Babuino)
5. Fakin (italijansko Fontana del Facchino)
6. Opat Lojz (italijansko l'Abate Luigi)
7. Usta resnice (italijansko Bocca della Verità)

### 1.Paskvin
Izvor in avtor kipa sta po nekaterih neznana, po drugih pa je avtorstvo vseeno možno zaznati, čeprav se skriva v megleni časovni oddaljenosti antike. Starost kipa predpostavljajo s primerjavo z drugimi podobnimi takratnimi skulpturami. Antonella Virgilio pa podrobneje razlaga, da je ta Paskvin rimski posnetek grškega dela v bronu, ki ga je izdelal kipar Antigon in prikazuje Menelaja, ki podpira telo umirajočega Patrokla. Na dan je prišel po naključju leta 1501 med deli v palači kardinala Oliviera Carafa, ki  jo je dal postaviti na podstavek na vogalu svoje palače, kjer stoji vse do danes.
Izvor imena Paskvin ostaja prej kot slej nejasen, čeprav obstaja več verjetnih razlag. Sredi šestnajstega stoletja so namreč poročali, da ime Pasquino izvira od imena blizu stanujočega krojača, ki je bil znan po svoji duhovitosti, predrznosti in nadarjenosti;Med ljudmi se je šušljalo, da se njegova zapuščina nadaljuje skozi kip, v »čast in večni spomin na ubogega krojača«.
Nikakor pa ne bi smeli spregledati pravzaprav zelo preproste, vendar razumne razlage, ki povezuje ime Paskvina z vsakoletnim praznovanjem Velike noči (latinsko Pascha; italijansko Pasqua), ki je delno potekal tudi na Paskvinovem trgu pred kipom. Ne le za praznik Kristusovega vstajenja, ampak tudi za praznik Evangelista Marka 25. aprila, je bila v navadi skozi mesto t.i. prošnja procesija, med katero so obiskali tudi Pasquina. Izbran umetniški krog okoli kardinala Carafa ga je spodbudil, da je ob tej priložnosti dovolil okrasiti starodavni kip. Zato so Paskvina vsako leto preoblikovali v različne like, večinoma iz antične mitologije, z uporabo mavca, tkanine in barv. Ob njegovem pogrebu 1511 je tako bil kip oblečen v žalujočega meniha.
O tem je ohranjena takratna prigodna pesem iz 1511 v latinščini: 
| Pasquillo dat ora | Paskvinu daje usta |
| --- | --- |
| Quot Proteus variis vertit sua membra figuris, Pasquillo totidem Roma dat ora suo; Nam nunc Harpocrates, Cyllenius aut dea Florum, Et nunc Alcides, mox at Asellus erit. | Kolikorkrat Protej spreminja svoje ude v različne oblike, Tolikokrat daje Rim (drugačna) usta svojemu Paskvilu; Zdaj je namreč Harpokrat , Kilenij ali boginja Flora , In zdaj bo še Alkid , kmalu pa bo tudi Osel. |